# Communauté de communes du Froidmont
La communauté de communes du Froidmont est une ancienne communauté de communes française, qui était située dans le département de Meurthe-et-Moselle.
Le 1er janvier 2014, la communauté de communes fusionne avec la Communauté de communes du Pays de Pont-à-Mousson, la Communauté de communes du Grand Valmont et la Communauté de communes des Vals de Moselle et de l'Esch pour former la Communauté de communes du Bassin de Pont-à-Mousson.

## Composition
La communauté de communes était composée des 4 communes suivantes :
1. Bouxières-sous-Froidmont
2. Champey-sur-Moselle
3. Lesménils
4. Vittonville

## Administration
| Période                                  | Période        | Identité     | Étiquette | Qualité                                                                                       |
| ---------------------------------------- | -------------- | ------------ | --------- | --------------------------------------------------------------------------------------------- |
| Les données manquantes sont à compléter. |                |              |           |                                                                                               |
|                                          | 1 janvier 2014 | Noël Guerard | PS        | Maire de Lesménils (depuis 2001) Conseiller général du canton de Pont-à-Mousson (depuis 2004) |